# 吴天任
吳天任（1916年－1992年），初名吳郁熙又作吴郁禧，號荔莊，廣東南海縣大瀝鎮荔莊村人。畢生創作近體詩一千餘首，紀錄史待。歷史研究方面，吳天任積數十年之功，編撰了康有為、梁啟超、蔡鍔等九位名人的詳盡年譜。曾以黃公度傳獲中華民國六十三年中山學術著作奨。

## 生平
吳天任1916年出生於廣東南海縣。吳天任年幼時成長於外祖父母位於三水縣的家中，跟隨外祖父牧羊的同時由外祖父教授文辭。11歲時，開始進入私塾小學念書，到18歲即執教鞭成為教師。
1949年移居香港。1950年起在香港開辦中華藝苑，講授詩詞與文史。1952年在香港與鄭水心組成詩社“青社”。同年，開始在香港學海書樓舉辦的公共講座中講授楚辭、杜甫詩等文史知識。

## 成就
吳天任一生勤於著述，主要成就在詩詞、史學研究（年譜編撰）、《水經註》研究三方面。
史學方面，他曾出版《章實齋的史學》和《國史治要》，並積多年之功編撰出版了楊守敬、梁啟超、康有為、梁鼎芬、蔡鍔、澹歸禪師（金堡）、鄺露、黃遵憲、何藻翔共九人的史學年譜。

## 家庭
- 長子吳汝寧，為香港著名中文講師，曾任教於香港浸會大學。
- 次子吳汝鈞，著名哲學家，主要研究領域為佛教、儒家、道家哲學、京都哲學、現象學、歷程哲學，並曾構思其思想體系「純粹力動現象學」。曾任教於香港中文大學崇基學院、香港能仁書院、香港浸會大學。現為中央研究院中國文哲研究所特聘研究員、國立中央大學中國文學系合聘教授。

## 学生
- 小思（盧瑋鑾），香港當代著名散文作家、教育家，曾任京都大學人文科學研究所研究員、香港中文大學教授、香港文學研究中心主任。曾跟從吳天任學習《四書》。[4]

- 利漢楨教授，香港中文大學榮譽院士，美國俄勒岡大學及洛克福學院（Rockford College）的藝術教授及奇樂藝術中心（Clark Arts Center）主任，長於雕塑、版畫，國學師從吳天任，為香港利氏家族成員，利希慎之孙。[5]

- 張曼儀教授：英國華威大學翻譯學博士，自1967年起在香港大學任教翻譯及現當代文學三十餘年，香港大學中文學院榮譽副教授。曾跟從吳天任研習中國文學，並隨他學習寫作舊體詩。[6]

- 盧逸巖，曾跟隨吳天任學舊體詩。[7]

- 曾廣才，曾師從吳天任學習歷史研究。

## 著作列表

### 出版書籍
- 吳天任《龍龕道場銘考》，香港，1955
- 吳天任《荔莊詩稿初集》，香港：聯邦圖書，1956
- 吳天任《章實齋的史學》，香港：東南書局，1958
- 吳天任《何翽高先生年譜》，香港：大利文具圖書印刷公司，1958
- 何藻翔著，吳天任編《鄒崖詩集：附年譜》，香港：何鴻平初版，1958
- 吳天任《元遺山評傳》（香港學海書樓講學錄第四輯抽印本），香港：學海書樓，1963
- 吳天任《中國兩大詩聖：李白與杜甫》，臺北：藝文印書館，1972
- 吳天任《黃公度先生傳稿》，香港：香港中文大學，1972
- 吳天任《楚辭文學的特質》，臺北：臺灣商務印書館，1972
- 辜鴻銘，楊守敬著；吳天任編著《讀易草堂文集；鄰蘇老人年譜；何翽高先生年譜》，臺北：文海出版社，1972
- 吳天任《牧課山房隨筆》，臺北：藝文印書館，1973
- 吳天任《楊惺吾先生年譜（附水經注疏清寫本與最後訂本校記）》，藝文印書館，1974
- 吳天任《黃公度（遵憲）先生傳稿》，臺北：文海出版社，1974
- 吳天任《近三百年書家生卒年表》，臺北：藝文印書館，1975
- 吳天任《楚辭文學的特質》，臺北：臺灣商務印書館，1977
- 吳天任《黃公度（遵憲）先生傳稿》，臺北：文海出版社，1979
- 吳天任《梁節庵先生年譜》，臺北：藝文印書館，1979
- 吳天任《章實齋的史學》，臺北：臺灣商務印書館，1979
- 吳天任《清何翽高先生國炎年譜》，臺灣商務印書館，1981
- 吳天任《荔莊詩稿（初續集）》，臺灣孚佑印刷有限公司，1981
- 吳天任《牧課山房叢稾》，東亞印刷公司，1983
- 鄭德坤，吳天任《水經注硏究史料滙編》，藝文印書館，1984
- 吳天任《清黃公度先生遵憲年譜》，臺灣商務印書館，1985
- 許衍董總編纂；汪宗衍，吳天任參閱《廣東文徵續編 第1冊》，廣東文徵編印委員會，1986
- 許衍董總編纂；汪宗衍，吳天任參閱《廣東文徵續編 第2冊》，廣東文徵編印委員會，1987
- 許衍董總編纂；汪宗衍，吳天任參閱《廣東文徵續編 第3冊》，廣東文徵編印委員會，1987
- 許衍董總編纂；汪宗衍，吳天任參閱《廣東文徵續編 第4冊》，廣東文徵編印委員會，1988
- 吳天任《民國梁任公先生啓超年譜》，臺灣商務印書館，1988
- 吳天任《蔡松坡將軍年譜》，（臺灣）國立編譯館，1989
- 吳天任《國史治要》，臺灣商務印書館，1990
- 吳天任《正史導讀》，臺灣商務印書館，1990
- 吳天任《酈學研究史》，藝文印書館，1991
- 吳天任《澹歸禪師年譜》，香港佛教志蓮圖書館，1991
- 吳天任《鄺中秘湛若年譜》（至樂樓叢書第三十五），香港何氏至樂書樓，1991
- 吳天任《康有為先生年譜》，藝文印書館，1994
- 吳天任講述；張曼儀筆記《正始文學與阮籍詠懷》，香港：學海書樓 （此為單行本，此文被收入《牧課山房叢稾》）

### 發表文章
（以下為《牧課山房叢稾》未收入者）
- 吳天任《抗戰時期糧食問題》，（廣州）《廣大計政》，1938年，第12期，第1卷，第0-1頁
- 吳天任《廣大員生秋季旅行沙田紀事：黃河、臨淮關》，（廣州）《廣大知識》，1939年，第2期，第1卷，第7頁
- 吳天任《龍龕道場銘考》，新加坡馬來亞大學《東方學報》，1957年，1：305-374
- 吳天任《楊守敬與古逸叢書之校刻》，大陸雜誌社編輯委員會《明代清代史研究論集》，臺灣：大陸雜誌社，1970年
- 吳天任《元遺山撰崔立碑疑案》，大陸雜誌社編《序跋文法叢考傳記》，1970年
- 吳天任《楊守敬與古逸叢書之校刻》，大陸雜誌社編《序跋文法叢考傳記》，1970年
- 吳天任《<張紉詩詩集 卷四>序》，《張紉詩詩集 卷四》，香港：中外印務局，1972
- 吳天任《魏晉士大夫的生活藝術》，（臺灣）大陸雜誌社編輯委員會《秦漢中古史研究論集》，臺灣：大陸雜誌社，1975年10月
- 吳天任文，黃耀案存稿《黃祝蕖傳》，政協三水縣委員會文史組三水縣文學藝術工作者聯合會合編《三水文史 第2輯》，1981年10月
- 吳天任《李杜交遊與詩風比較》，羅聯添編 《中國文學史論選集》（三）， 臺灣學生書局，1986年9月
- 吳天任《清代學者對水經注的貢獻與胡適重審全趙戴公案》，《中外地理（2）——臺港及海外中文報刊資料專輯》，書目文獻出版社，1986年10月
- 吳天任《胡適手稿有關水經注論跋函劄提要》，《中外地理（2）——臺港及海外中文報刊資料專輯》，書目文獻出版社，1986年10月
- 吳天任文，劉濤供稿《紀先師鄧醴芝先生》，《三水文史 第十八、十九輯合刊》，廣東省三水縣政協文史委員會編，1989
- 吳天任《<胡適手稿>論<水經注>全趙戴案質疑》，歐陽哲生選編《解析胡適》，社會科學文獻出版社，2000
- 吳天任《陳橋驛之<水經注>研究》，轉載於陳橋驛著《水經注研究四集》，杭州出版社，2003